# Gångkläder
Gångkläder kallas de kläder man bär till vardags. Motsats är bland andra festkläder och sportkläder.
Gångkläderna styrs således mycket av modet, men kan ofta vara av mer nedtonad karaktär.
För män var de typiska gångkläderna under större delen av 1900-talet kostym, medan kvinnor bar klänning eller kjol och blus och senare dräkt eller blus och långbyxor. 2000-talets gångkläder har även för vuxna upptagit mycket av sådant som tidigare mest sågs som ungdomsstil, såsom jeans och att bära skjorta utan kavaj. Även ytterplagg kan räknas till normala gångkläder.
Ordet "gångkläder" är belagt i svenska språket sedan 1342.